# Beardius truncatus
Beardius truncatus är en tvåvingeart som beskrevs av Reiss och James E. Sublette 1985. Beardius truncatus ingår i släktet Beardius och familjen fjädermyggor.
Artens utbredningsområde är Texas. Inga underarter finns listade i Catalogue of Life.